# Episodi di Permette, Harry Worth
Questa voce contiene trame, dettagli e crediti dei registi e degli sceneggiatori dell'unica stagione della serie televisiva Permette, Harry Worth.
Nel Regno Unito, la serie è andata in onda sulla ITV dal 22 aprile al 17 giugno 1974.
In Italia, la serie è andata in onda nel 1982 su Rete 4 a partire dal 4 gennaio.
| nº | Titolo originale               | Titolo italiano | Prima TV USA   | Prima TV Italia |
| -- | ------------------------------ | --------------- | -------------- | --------------- |
| 1  | There's No Place Like It       |                 | 22 aprile 1974 | 1982            |
| 2  | The Reference                  |                 | 29 aprile 1974 | 1982            |
| 3  | The Go-Between                 |                 | 6 maggio 1974  | 1982            |
| 4  | Don't Bank on It               |                 | 13 maggio 1974 | 1982            |
| 5  | Normal Service Will Be Resumed |                 | 20 maggio 1974 | 1982            |
| 6  | Just a Roll of Lino Please     |                 | 3 giugno 1974  | 1982            |
| 7  | The Family Reunion             |                 | 10 giugno 1974 | 1982            |
| 8  | High-Pitched Buzzing           |                 | 17 giugno 1974 | 1982            |